# Можгинский район
Можги́нский район (удм.  Можга ёрос) — административно-территориальная единица и упразднённое муниципальное образование (муниципальный район) в Удмуртской Республике Российской Федерации.
Административный центр — город Можга (в состав района не входит).
Законом Удмуртской Республики от 10.06.2021 № 68-РЗ к 25 июня 2021 года муниципальный район и входящие в его состав сельские поселения преобразованы в муниципальный округ (слово район в официальном названии сохраняется).

## География
Район расположен в юго-западной части республики вокруг города Можга и граничит с Увинским районом на севере, Малопургинским на востоке, республикой Татарстан и Алнашским районом на юго-востоке, Граховским на юго-западе, Кизнерским на западе и Вавожским на северо-западе. Район располагается на Можгинской возвышенности и по его территории протекают реки: Вала, Сюга, Ныша, Сюгинка, Сюгаилка, Поршурка, Пычас, Сарсак, Юринка.
Лесистость района 39,9 %, при средней по Удмуртии — 46,8 %.

## История
Можгинский район образован 15 июля 1929 года из 24 сельсоветов Большекибьинской, Большеучинской, Можгинской и Троцкой волостей Можгинского уезда. На момент создания на территории района проживало 46 126 человек. В 1932 году в связи с ликвидацией Нылги-Жикьинского района часть его сельсоветов передана в состав Можгинского района. В 1937 году при разукрупнении района выделились два новых: Пычасский и Большеучинский. В 1956 году Бемыжский, Пычасский и Большеучинский районы упразднены и район снова расширяется. В результате административно-территориальной реформы 1963 года Можгинский, Алнашский и часть сельсоветов Вавожского районов объединены в Можгинский сельский район, а город Можга выделен в самостоятельную административную единицу — город республиканского подчинения. Спустя два года, в 1965 году, в результате очередной реформы Вавожский и Алнашский районы восстановлены и Можгинский район приобрёл современные границы.
С 1 января 2006 года наделён статусом муниципального района.

## Население
| 1959    | 1970    | 1979    | 1989    | 2002    | 2009    | 2010    | 2011    | 2012    |
| ------- | ------- | ------- | ------- | ------- | ------- | ------- | ------- | ------- |
| 70 734  | ↘36 215 | ↘30 619 | ↘30 236 | ↗30 358 | ↘28 997 | ↘28 293 | ↘28 283 | ↘28 175 |
| 2013    | 2014    | 2015    | 2016    | 2017    | 2018    | 2019    | 2020    | 2021    |
| ↘28 110 | ↘27 857 | ↘27 289 | ↘27 002 | ↘26 493 | ↘26 136 | ↘25 870 | ↘25 483 | ↘25 265 |
| 2024    |         |         |         |         |         |         |         |         |
| ↘24 523 |         |         |         |         |         |         |         |         |

### Национальный состав
По результатам переписи 2020 года, среди населения района удмурты составляли 54,5 %, русские — 40 %, татары — 2,6 %. Можгинский район один из 12 сельских районов республики, где удмурты составляют большинство.

## Административное деление
В Можгинский район как административно-территориальную единицу входят 13 сельсоветов. Сельсоветы (сельские администрации) одноимённы образованным в их границах сельским поселениям.
В муниципальный район входили 13 муниципальных образований со статусом сельских поселений.
| №  | Бывшее сельское поселение | Административный центр       | Количество населённых пунктов | Население (чел.) | Площадь (км²) |
| -- | ------------------------- | ---------------------------- | ----------------------------- | ---------------- | ------------- |
| 1  | Большекибьинское          | село Большая Кибья           | 10                            | ↘1669            | 162,15        |
| 2  | Большепудгинское          | село Большая Пудга           | 8                             | ↘3014            | 183,85        |
| 3  | Большеучинское            | село Большая Уча             | 12                            | ↘2743            | 248,11        |
| 4  | Горнякское                | село Горняк                  | 11                            | ↘3397            | 83,15         |
| 5  | Кватчинское               | деревня Кватчи               | 7                             | ↘1940            | 170,63        |
| 6  | Маловоложикьинское        | село Малая Воложикья         | 7                             | ↘596             | 143,99        |
| 7  | Мельниковское             | деревня Мельниково           | 12                            | ↘857             | 156,40        |
| 8  | Можгинское                | село Можга                   | 16                            | ↘2793            | 256,86        |
| 9  | Нынекское                 | село Нынек                   | 7                             | ↘867             | 81,80         |
| 10 | Нышинское                 | деревня Ныша                 | 5                             | ↘1475            | 193,77        |
| 11 | Пазяльское                | деревня Пазял                | 3                             | ↘893             | 96,28         |
| 12 | Пычасское                 | село Пычас                   | 7                             | ↘3219            | 115,43        |
| 13 | Сюгаильское               | деревня Новый Русский Сюгаил | 7                             | ↘2020            | 104,55        |

Законом Удмуртской Республики от 8 апреля 2016 года № 20-РЗ, были преобразованы, путём их объединения, муниципальные образования:
- МО Большекибьинское и Верхнеюринское в новое МО Большекибьинское с административным центром в селе Большая Кибья;
- МО Большепудгинское и Люгинское в новое МО Большепудгинское с административным центром в селе Большая Пудга;
- МО Горнякское и Черёмушкинское в новое МО Горнякское с административным центром в селе Горняк;
- МО Александровское, Большесибинское, Можгинское, Старокаксинское в новое МО Можгинское с административным центром в селе Можга.

### Населённые пункты
В Можгинский район входят 108 населённых пунктов.
| №   | Населённый пункт     | Тип              | Население | Бывшее сельское поселение |
| --- | -------------------- | ---------------- | --------- | ------------------------- |
| 1   | Акаршур              | деревня          | ↘86       | Горнякское                |
| 2   | Александрово         | деревня          | ↘131      | Можгинское                |
| 3   | Александрово         | починок          | ↗5        | Маловоложикьинское        |
| 4   | Атабаево             | деревня          | →94       | Большекибьинское          |
| 5   | Бальзяшур            | деревня          | ↗167      | Горнякское                |
| 6   | Биляр                | село             | ↘10       | Можгинское                |
| 7   | Большая Кибья        | село             | ↘589      | Большекибьинское          |
| 8   | Большая Пудга        | село             | ↘419      | Большепудгинское          |
| 9   | Большая Сюга         | деревня          | ↘167      | Большеучинское            |
| 10  | Большая Уча          | село             | ↗1964     | Большеучинское            |
| 11  | Большие Сибы         | деревня          | ↘578      | Можгинское                |
| 12  | Боринка              | деревня          | ↘13       | Маловоложикьинское        |
| 13  | Брагино              | деревня          | →0        | Мельниковское             |
| 14  | Бурмакино            | деревня          | ↘2        | Маловоложикьинское        |
| 15  | Верхние Лудзи        | деревня          | ↘6        | Пычасское                 |
| 16  | Верхние Юри          | деревня          | ↘530      | Большекибьинское          |
| 17  | Вишур                | деревня          | →9        | Нынекское                 |
| 18  | Водзя                | деревня          | ↗225      | Кватчинское               |
| 19  | Горняк               | село             | ↘675      | Горнякское                |
| 20  | Гущино               | деревня          | →8        | Кватчинское               |
| 21  | Давкино              | деревня          | ↗75       | Нынекское                 |
| 22  | Дома 1035 км         | населённый пункт | ↘3        | Горнякское                |
| 23  | Дома 1038 км         | населённый пункт | ↘29       | Горнякское                |
| 24  | Дома 1060 км         | населённый пункт | →0        | Мельниковское             |
| 25  | Ерошкино             | деревня          | ↗72       | Нынекское                 |
| 26  | Ефремовка            | деревня          | ↘105      | Сюгаильское               |
| 27  | Залесный             | деревня          | ↗420      | Сюгаильское               |
| 28  | Замостные Какси      | деревня          | ↘366      | Можгинское                |
| 29  | Зобнино              | деревня          | ↗53       | Большекибьинское          |
| 30  | Ильдас-Уча           | деревня          | →0        | Большеучинское            |
| 31  | Каменный Ключ        | деревня          | ↘125      | Большекибьинское          |
| 32  | Камышлы              | деревня          | ↗76       | Большеучинское            |
| 33  | Карамбай             | разъезд          | ↘42       | Мельниковское             |
| 34  | Карашур              | деревня          | ↘261      | Большекибьинское          |
| 35  | Кватчи               | деревня          | ↘734      | Кватчинское               |
| 36  | Керамик              | станция          | ↗1071     | Горнякское                |
| 37  | Кинеусь              | деревня          | ↗15       | Нышинское                 |
| 38  | Ключи                | деревня          | ↗49       | Пазяльское                |
| 39  | Комяк                | деревня          | ↘252      | Нышинское                 |
| 40  | Красный Яр           | село             | ↗20       | Большеучинское            |
| 41  | Лесная Поляна        | деревня          | ↘161      | Можгинское                |
| 42  | Лесной               | деревня          | ↘28       | Мельниковское             |
| 43  | Ломеслуд             | деревня          | ↗391      | Большеучинское            |
| 44  | Лудзи-Шудзи          | деревня          | ↗334      | Горнякское                |
| 45  | Люга                 | станция          | ↗2040     | Большепудгинское          |
| 46  | Малая Воложикья      | село             | ↘479      | Маловоложикьинское        |
| 47  | Малая Копка          | деревня          | →182      | Большепудгинское          |
| 48  | Малая Пудга          | деревня          | ↗71       | Большепудгинское          |
| 49  | Малая Сюга           | деревня          | ↘553      | Большепудгинское          |
| 50  | Малые Сибы           | деревня          | ↗7        | Можгинское                |
| 51  | Малый Кармыж         | деревня          | ↗81       | Нынекское                 |
| 52  | Мальчиково           | деревня          | ↗89       | Большеучинское            |
| 53  | Мельниково           | деревня          | ↘317      | Мельниковское             |
| 54  | Минчегурт            | деревня          | ↗6        | Пычасское                 |
| 55  | Можга                | село             | ↘781      | Можгинское                |
| 56  | Нижний Вишур         | деревня          | ↘547      | Кватчинское               |
| 57  | Нижний Шидлуд        | деревня          | →27       | Большеучинское            |
| 58  | Николо-Сюга          | деревня          | ↘15       | Большеучинское            |
| 59  | Новая Бия            | деревня          | ↘328      | Пычасское                 |
| 60  | Новопольск           | деревня          | ↘1        | Можгинское                |
| 61  | Новотроицк           | деревня          | →9        | Большекибьинское          |
| 62  | Новые Какси          | деревня          | →71       | Можгинское                |
| 63  | Новые Юбери          | деревня          | ↗26       | Можгинское                |
| 64  | Новый Карамбай       | деревня          | ↗21       | Горнякское                |
| 65  | Новый Русский Сюгаил | деревня          | ↗399      | Сюгаильское               |
| 66  | Нынек                | село             | ↗474      | Нынекское                 |
| 67  | Ныша                 | деревня          | ↗976      | Нышинское                 |
| 68  | Пазял                | деревня          | ↘799      | Пазяльское                |
| 69  | Пазял-Зюмья          | деревня          | ↘150      | Большеучинское            |
| 70  | Пашур                | деревня          | ↘3        | Мельниковское             |
| 71  | Петухово             | село             | ↘130      | Пычасское                 |
| 72  | Подгорная            | деревня          | ↘66       | Мельниковское             |
| 73  | Пойкино              | деревня          | ↘134      | Большекибьинское          |
| 74  | Полянское            | деревня          | ↗7        | Большеучинское            |
| 75  | Поршур               | село             | ↘354      | Нышинское                 |
| 76  | Почешур              | деревня          | ↘133      | Можгинское                |
| 77  | Привольный           | деревня          | ↘1        | Большекибьинское          |
| 78  | Пычас                | село             | ↗3056     | Пычасское                 |
| 79  | Решетниково          | деревня          | →131      | Нынекское                 |
| 80  | Русский Пычас        | село             | ↘455      | Мельниковское             |
| 81  | Русский Уленвай      | деревня          | ↘1        | Мельниковское             |
| 82  | Санниково            | деревня          | ↘13       | Можгинское                |
| 83  | Сардан               | станция          | ↗664      | Сюгаильское               |
| 84  | Сосмак               | деревня          | ↘129      | Нынекское                 |
| 85  | Сосновый Бор         | деревня          | →4        | Маловоложикьинское        |
| 86  | Старые Какси         | деревня          | ↘339      | Можгинское                |
| 87  | Старые Юбери         | деревня          | ↘298      | Можгинское                |
| 88  | Старый Березняк      | деревня          | ↘466      | Кватчинское               |
| 89  | Старый Карамбай      | деревня          | ↘4        | Пычасское                 |
| 90  | Старый Ошмес         | деревня          | ↗27       | Нышинское                 |
| 91  | Студёный Ключ        | деревня          | →0        | Маловоложикьинское        |
| 92  | Сундо-Уча            | деревня          | ↘121      | Большеучинское            |
| 93  | Сырьез               | деревня          | ↗12       | Мельниковское             |
| 94  | Сюгаил               | разъезд          | ↘62       | Сюгаильское               |
| 95  | Сюга-Какси           | деревня          | ↗1        | Большепудгинское          |
| 96  | Телекшур             | деревня          | →0        | Большепудгинское          |
| 97  | Трактор              | деревня          | ↘275      | Можгинское                |
| 98  | Туташево             | деревня          | ↗158      | Большекибьинское          |
| 99  | Удмурт Сюгаил        | деревня          | ↗469      | Сюгаильское               |
| 100 | Чежебаш              | деревня          | ↗106      | Кватчинское               |
| 101 | Чежесть-Какси        | деревня          | ↘21       | Кватчинское               |
| 102 | Чемошур-Уча          | деревня          | →211      | Маловоложикьинское        |
| 103 | Черёмушки            | село             | ↗1099     | Горнякское                |
| 104 | Чужьем               | деревня          | ↘123      | Пазяльское                |
| 105 | Чумойтло             | деревня          | →124      | Горнякское                |
| 106 | Чумойтло             | разъезд          | ↗35       | Горнякское                |
| 107 | Чурашур              | деревня          | →60       | Мельниковское             |
| 108 | Юдрук                | деревня          | ↘69       | Можгинское                |

Упразднённые населённые пункты
- 2004 год — посёлок Уленвай; населённые пункты Дома 1019 км, Дома 1022 км[38] и Дома 1047 км[39].
- 2017 год — населённые пункты: Дома 1016 км, Дома 1024 км, Дома 1050 км, Дома 1055 км[40].

## Местное самоуправление
Государственная власть в районе осуществляется на основании Устава, структуру органов местного самоуправления муниципального района составляют:
1. Районный Совет депутатов — представительный орган местного самоуправления, в составе 20 депутатов, избирается каждые 5 лет.
2. Глава муниципального образования — высшее должностное лицо района, избирается Советом из своего состава. Должность Главы района занимает Васильев Александр Геннадьевич.

Символика района
Официальными символами муниципального образования являются герб и флаг, отражающие исторические, культурные, национальные и иные местные традиции и особенности.

## Социальная инфраструктура
Система образования района включает 27 школ, в том числе 20 средних, 28 детских садов и 2 центра детского творчества. Медицинскую помощь населению оказывают 3 больницы и 37 фельдшерско-акушерских пунктов. Также в районе действуют 32 дома культуры и клубных учреждения и 33 библиотеки.

## Экономика
Можгинский район занимает ведущую позицию в Удмуртии по размерам производства товарной продукции сельского хозяйства. В структуре сельского хозяйства преобладают: мясомолочное животноводство, зерновое производство, картофеле- и льноводство. Выращиваются овощи, ягоды, саженцы плодово-ягодных культур. Развивается племенное скотоводство, в отдельных хозяйствах культивируется пчеловодство.

## Известные уроженцы
- Вахрамеев, Павел Прокопьевич (1901—1963) — советский военный деятель, Генерал-майор (1943 год).
- Коновалов, Михаил Алексеевич (1905—1939) — удмуртский писатель.
- Фаина Фёдоровна Мокрушина (род. 08.11.1946) — доярка совхоза «Можгинский», полный кавалер ордена Трудовой Славы (1991
- Соловьёв, Алексей Александрович (1927—1997) — советский сталевар-новатор, депутат Верховного Совета СССР 5-го созыва.
- Фалалеев, Фёдор Яковлевич (1899—1955) — советский военачальник, маршал авиации.